# Хедьи, Лоранд
Лоранд Хедьи (венг. Hegyi Lóránd, р. 19 апреля 1954) — венгерский арт-критик, куратор, писатель и теоретик искусства. Специализируется на современном искусстве Центральной и Восточной Европы.
Лоранд Хедьи систематически представлял многих великих мастеров современного искусства, таких как Яннис Кунеллис, Сальваторе Гарау, Микеланджело Пистолетто, Джованни Ансельмо, Günther Uecker, Деннис Оппенгейм, Richard Nonas, Джоэл Шапиро, Роман Опалка, ORLAN, Бертран Лавье, Гилберт и Джордж, Anne e Patrick Poirier, Георг Базелиц, Tony Cragg, Питер Хелли, Аниш Капур.

## Член комитетов
Лоранд Хедьеи был членом многих важных международных институциональных комитетов по инвестициям в искусство и инвестиционные фонды, включая: Европейский инвестиционный банк (EIB) в Люксембурге, член международного комитета по приобретениям банка UniCredit, комитета Фонда Зальцбурга в Австрии, Национального комитета правительства Франции по искусству во Франции, а также комитета банка Société Générale во Франции.

## Биография
Лоранд Хедьи родился 19 апреля 1954 года в Будапеште. Учился в Будапештском университете с 1972 по 1977 год, где изучал историю искусств. В 1977—1989 был научным сотрудником Венгерской академии наук. Преподавал в Будапештском университете (1981—1990), Художественном университете им. Ласло Мохой Надя (1988—1993) и Грацском университете имени Карла и Франца (1989—1991). Он выступал с лекциями в художественных университетах и колледжах не только Европы, но и США, Японии и Кореи.
С 1990 по 2001 год был директором Музея современного искусства в Вене (MUMOK), чью коллекции он расширил почти на 100 % за это время. С 2003 по 2016 год — директор Музея современного искусства в Сент-Этьене, где хранится вторая по размеру коллекция современного искусства во Франции. За время своей работы в нем сфокусировался над расширением коллекции современных и ныне живущих авторов и проводил политику «создания нового культурного и исторического европейского сознания», в котором страны Центральной и Восточной Европы тоже были бы его частью.
В 1993 году был одним из кураторов Венецианской биеннале и биеннале в Тояме. В 1999 году — в Буэнос-Айресе, в 2003 году — Валенсии, а в 2008 году — в Познани. Кроме того, Лоранд Хедьи занимается организацией выставок во многих странах по всему миру, включая Италию, Испанию, Австрию, Францию, США и Южную Корею. С 2003 по 2006 год заложил основы галереи и музея Дворец искусств Неаполя (итал. Palazzo delle Arti di Napoli), главой которого выступал в течение четырех лет. C 2006 года является почетным доктором Печского университета. C 2007 года — один из членов жюри премии для молодых художников, учрежденной Эстерхази.

## Награды
В 1999 году был награжден французским орденом Искусств и Литературы. В 2000 году получил Большой крест испанского Ордена Гражданских заслуг.
В 2009 года был награжден Орденом Почетного легиона. В 2014 году получил Австрийский почётный крест «За науку и искусство» 1 класса
Кавалер ордена «За заслуги перед Итальянской Республикой».